# Jean O'Neil
Pour les articles homonymes, voir O'Neil.
Jean O'Neil, (né le 16 décembre 1936 à Sherbrooke et mort le 22 mars 2025 à Sainte-Anne-de-Beaupré) est un écrivain et journaliste québécois.

## Biographie
Après des études classiques au Séminaire Saint-Charles-Borromée de Sherbrooke (B.A., 1957), il commence sa carrière comme journaliste à La Voix de l'Est (Granby) de 1958 à 1959 ; ensuite au Progrès du Saguenay (Chicoutimi) de 1959 à 1960 ; au Soleil (Québec) en 1960, comme journaliste et chroniqueur judiciaire ; à L'Événement-Journal (Québec), de 1960 à 1961, comme journaliste et adjoint au chef de pupitre; à La Presse (Montréal), de 1961 à 1966, où il est critique littéraire et dramatique. Il a aussi été agent d'information aux ministères des Affaires culturelles, des Affaires intergouvernementales, de l'Éducation, de la Santé et des Services sociaux ainsi qu'à la Société générale du cinéma et à l'Office de la langue française. Il a publié plus de vingt-cinq ouvrages, romans, poésie et récits, la plupart consacrés au Québec.
Jean O'Neil meurt à Sainte-Anne-de-Beaupré le 22 mars 2025 à l'âge de 88 ans,.

## Collectifs
- « Poèmes », dans Imagine..., science-fiction, littératures de l'imaginaire, no 21 (vol. V, no  4), avril 1984
- « Le temps d'une guerre », récit, dans Un été, un enfant, Québec/Amérique, 1990
- « L'amour de moy », récit, dans Le Langage de l'amour, Musée de la civilisation, 1993
- Gilles Archambault, collection Musée populaire, Éditions Ciel d'images, 1998
- Les Escaliers de Montréal, album photographique de Pierre Philippe Brunet, Éditions Hurtubise HMH, 1998, revu et augmenté, 2007
- L'Île Sainte-Hélène, album photographique, Éditions Hurtubise HMH, 2001
- Un œil de Chine sur le Québec, album photographique de Deke Erh, Shanghai et Hong Kong, Old China Hand Press, 2001
- Les Couronnements de Montréal, album photographique, Éditions Hurtubise HMH, 2002
- Côtes du Nord, album photographique de Robert Baronet et Claude Bouchard, collection <<Coin de Pays>>, Les Publications du Québec, 2005
- Vues du fleuve - Le Saint-Laurent et son pays, Guy-Saint-Jean Éditeur, Laval, 2006

## Théâtre (non publié)
- Les Bonheurs-z-essentiels, Théâtre de l'Estoc, 1996
- Les Balançoires, Théâtre de l'Estoc, 1972

## Honneurs
- 1998 - Chevalier de l'Ordre national du Québec
- 2009 - Membre de l'Ordre du Canada